# Walter Whalen
Walter Whalen (Walter Leo Whalen; * 14. Februar 1898 in Boston; † April 1966 in Miami) war ein US-amerikanischer Hochspringer.
Bei den Olympischen Spielen 1920 in Antwerpen wurde er Vierter mit 1,85 m.
1919 und 1920 wurde er US-Hallenmeister.

## Persönliche Bestleistungen
- Hochsprung: 1,895 m, 17. Juli 1920, Cambridge
  - Halle: 1,918 m, 13. März 1920, New York City